# Орлово (Ленінський міський округ)
Орло́во (рос. Орлово) — присілок у складі Ленінського міського округу Московської області, Росія.

## Населення
Населення — 127 осіб (2010; 83 у 2002).
Національний склад (станом на 2002 рік):
- росіяни — 98 %